# San Francisco de la Paz
San Francisco de la Paz é uma cidade hondurenha do departamento de Olancho.